# José Cortasa Rives
José Cortasa Rives (Alcoletge, ¿1769? - Talavera de la Reina, 1796) fue un compositor y maestro de capilla español.

## Vida
De sus orígenes solo se sabe lo que declaró en las oposiciones al magisterio de la Catedral de Granada en 1796:

Relación de méritos de don Josef Cortasa.
Natural de Alcolezpe  [sic], obispado de Lérida, Principado de Cataluña, de edad de 27; estudió la música en el colegio de dicha ciudad de Lérida, hasta los 16 años de su edad; pasó inmediatamente a Barcelona para acabarse de perfeccionar, en donde estuvo 3 años; a los 19 pasó a Madrid, con el mismo objeto, en donde se cantaron y cantan varias obras suyas; a poco tiempo hizo la oposición al magisterio y prebenda de la colegiata de Talavera de la Reina, la que fue electo  [sic] y está disfrutando desde el año 1788; en el año de 91 hizo oposición al magisterio de capilla de Valladolid, en donde mereció ser uno de los tres hábiles y propuestos entre 14 opositores; el año de 93 la hizo al de Segovia, en donde logró la primera letra y once votos en la elección; el año de 94 la hizo al magisterio de Ávila, donde mereció igual censura y en la elección tuvo 12 votos.
Folio 14. Curriculum vitae de José Cortasa.

### Magisterio en Talavera de la Reina
En 1786 fallecía el maestro Francisco Eugenio García de la Colegiata de Talavera de la Reina y el cargo fue ocupado de forma interina y compartida por Vicente Almántiga y José Cabello. El cabildo organizó unas oposiciones el 15 de diciembre de 1786 que ganaría el burgalés Juan López, que ocupó el cargo hasta 1787. Vicente Almántiga y José Cabello volvieron a ocuparse de las obligaciones del magisterio, mientras el cabildo organizaba otras oposiciones. El 23 de agosto de 1788 se realizaron las segundas oposiciones que ganaría José Cortasa Rives.

Cédula. Jerónimo García Carretero, pertiguero [de] esta santa Iglesia, avisad a todos los señores capitulares de ella para que mañana, veintitrés del corriente, por la mañana y después de horas, acudan y asistan a su sala capitular para hacer la elección de racionero Organista y Maestro de capilla por la renuncia de don Juan López, su último poseedor, [...]
Nombramiento de racionero Organista. Nos, el Deán y Cabildo de la insigne Iglesia Colegial Santa María la Mayor de esta villa de Talavera. Habiendo vacado en el día dieciocho de junio de este año de la fecha la prebenda de racionero organista de esta dicha Iglesia por renuncia que de ella hizo don Juan López, de Pineda, su último poseedor, y mandado a consecuencia de fijar edictos por el término de cuarenta días perentorios, llamando opositores, los cuales pasados, se presentó, entre otros, don José Cortasa y Rives, natural de la ciudad de Lérida, principado de Cataluña, y en virtud de nuestro acuerdo, fueron examinados por los censores que nombramos, cuyas censuras vistas se acordó cotar dicha prebenda por votos secretos, como efectivamente con cédula ante diem que se despachó en veintidós de agosto, y por ella concurrieron los señores capitulares que se hallaron en esta villa en el día siguiente veintidós del dicho, y juntos en su sala capitular eligieron por mayor número de votos al expresado don José Cortasa y Rives para dicha prebenda de racionero de organista, en cuyos términos y con los informes de su buena conducta y costumbres, se acordó darle el nombramiento de tal racionero organista [...]
Maestro de capilla. Asimismo los dichos señores nombraron por Maestro de capilla de música de esta santa Iglesia al dicho José Cortasa en la forma y con los emolumentos que lo tuvo su antecesor, don Juan López. [...]
Actas capitulares de la Colegiata de Talavera de la Reina, 23 de agosto de 1788, vol. 20, fol. 303v-305r

La toma de posesión todavía se retrasó cuarenta días debido a que la ración debía ser aprobada por el arzobispo de Toledo, en ese momento Francisco de Lorenzana.

Cédula. Jerónimo García Carretero, pertiguero de esta santa Iglesia Colegial de Talavera, avisad a todos los señores canónigos de ella, para que mañana miércoles, veinticuatro de diciembre a la hora de las ocho de su mañana y para ver el título de colación despachado por Su I. a favor de don José Cortasa y se le dio posesión de la ración de organista. Talavera y diciembre, veintitrés de mil setecientos ochenta y ocho. Don Diego de la Peña y Cepeda. Por la santa Iglesia Colegial de Talavera, don José Gómez de las Heras, Secretario.
Actas capitulares de la Colegiata de Talavera de la Reina, 24 de diciembre de 1788, vol. 20, fol. 328r-330v

El año siguiente comenzaron los problemas con el cabildo. Al parecer los músicos habían «abusado [...] de instrumentos de los acordado», es decir los instrumentos de música de la Colegiata debieron recibir algún daño cuando los músicos los usaron para tocar en fuera de la Iglesia. Era habitual entre los músicos de las capillas de música tocar en fiestas y comedias fuera de sus iglesias para complementar los ingresos. El cabildo informó al maestro que los instrumentos no podrían usarse fuera de la colegiata sin permiso expreso del deán. El asunto dividió al cabildo que finalmente aceptó el trabajo externo de los músicos por votación.
En marzo de 1789 el maestro tuvo que solicitar un anticipo de su salario dado que se encontraba «sin medios». En octubre la capilla tenía tal falta de voces, que se generó un crisis que acabaría por reducir definitivamente a los mozos de doce a ocho un año más tarde. En noviembre se realizaron las oposiciones para un nuevo sochantre con Cortasa de examinador, en las que ganó Antonio Rufo Rodríguez.

#### Oposiciones en las catedrales de Toledo y Valladolid
En 1790 trató de conseguir sin éxito la organistía de la Catedral de Toledo, uno de los cargos más importantes de España para un organista. El cabildo talaverano parece que no trató de retener a su maestro y permitió a Cortasa «pasarse a dicha ciudad a practicar los expresados ejercicios».
Un año más tarde lo intentó con el magisterio de la Catedral de Valladolid, otro cargo de gran prestigio. Tras la jubilación en 1790 del maestro Sebastián Tomás, el cabildo de la Catedral de Valladolid convocó unas oposiciones para ocupar la vacante. Se presentaron en mayo/junio de 1791 nada menos que 12 candidatos, además de Cortasa: Fernando Haykuens, «flauta y oboe en la Catedral de Orihuela»; Juan Ezequiel Fernández, maestro de capilla de la Catedral de Santander; Pedro Antonio Compta y Batllés, músico de la Catedral de Barcelona; Manuel Ibeas, maestro de capilla de la Colegiata de Talavera; Vicente Fernández, músico de la Catedral de Zaragoza; Antonio Juanas, maestro de capilla de la Colegiata de Alcalá de Henares; Babil de Hurralde, organista de la Colegiata de Alfaro; Francisco Pérez Gaya, organista de San Juan de la Peña; Gaspar Schmidt, organista de la Catedral de Tuy; Francisco Quiroga, maestro de capilla de la Catedral de Orense; además de Vicente Moreno y Diego Antonio, de los que no se da oficio. El juez de los exámenes fue Luis Blasco, maestro de capilla de la Catedral de Zamora. El primer lugar de la calificación fue para Haykuens, el segundo para Compta, el tercero para Ibeas y el cuarto para Cortasa. En la votación final, el cabildo dio a Haykuens catorce votos y a Compta y Juan Ezequiel Fernández uno cada uno.
En 1791 hubo de nuevo un roce con el cabildo talaverano, en este caso por el texto de los villancicos que compuso para navidad que no parecieron adecuados. Cortasa respondió que «no era experto en poesía» y que el cabildo podía buscar los textos apropiados ellos mismos. El cabildo le recriminó la impertinencia y le impuso una obligación de presentar los textos de los villancicos al magistral con dos meses de antelación, lo que llevó a cabo el año siguiente.

#### Oposiciones al magisterio de la Catedral de Ávila
En abril de 1794 participó en las oposiciones para el magisterio de la Catedral de Ávila. El maestro Cándido José Ruano había conseguido el cargo en Toledo, por lo que el cargo abulense quedaba vacante. El cabildo talaverano permitió a su maestro participar en las oposiciones, pero no le otorgó la carta de recomendación que había solicitado. Las oposiciones en Ávila fueron un tanto inusuales, por lo que se eligieron algunos maestros de prestigio y se les solicitó el envío de composiciones para ser juzgadas por el antiguo maestro de la Catedral. Se consideraron los siguientes candidatos: Francisco Pérez Gaya, maestro de la Catedral de Albarracín; José Cortasa Rivas; Manuel Ibeas, maestro de Santo Domingo de la Calzada; y Sebastián de Larrañeta, maestro de capilla de Tortosa. El escrutinio del maestro colocó a Pérez Gaya y Cortasa por delante, «su mérito era más recomendable que los otros dos». En la primera votación Cortasa obtuvo 12 votos y Pérez Gaya 11; Ibeas solo tres. En la segunda votación, Pérez Gaya obtuvo 14 votos frente a los 12 de Cortasa. Es posible que la recomendación del obispo de Albarracín y las palabras de Ruano, que consideraba que Pérez Gaya «excede a todos en el gusto moderno, delicado instrumental, brillante y colorido», inclinaran la balanza finalmente a favor de Pérez Gaya. A pesar de ello, los ejercicios de Cortasa en Valladolid y Ávila dan muestra de su gran nivel compositivo.
De regreso en Talavera de la Reina, Cortasa se quejó al cabildo del estado de la capilla de música: solo quedaban cuatro cantores disponibles.

#### Oposiciones al magisterio de la Catedral de Granada
Tras el fallecimiento de Tomás de Peñalosa en Granada en 1795, el maestro Cortasa se presentó a las oposiciones convocadas en 1796 para cubrir la vacante, a través de un sistema en el que los opositores enviasen, junto con su identidad, varias composiciones.

Illmo. Señor:
Don Josef Cortasa y Ribes, presbítero, racionero y maestro de capilla de la santa iglesia colegial de esta villa, y opositor que ha sido a los magisterios de las santas iglesias catedrales de Valladolid, Segovia y Avila, como resulta de la adjunta relación de sus méritos y ejercicios, con el debido respeto expone a V. I. ha recibido, el 29 del mes próximo de enero último, edicto con fecha del 6 del mismo, convocatorio de oposiciones al magisterio de capilla de esa metropolitana, desde cuyo tiempo ha practicado la que incluye a V. I. con esta fecha, en cuya justificación confiado.
Suplica a V. I. le estime por opositor a su magisterio y dispense, si fuere de su superior agrado, la censura, el tenerle presente cuando se haga la consulta a S. M. según halle oportuno, en que recibirá especial merced.
Talavera, 14 de febrero de 1796.
Illmo. Señor.
B. L. M. de V. S. I. su más atento capellán,
Josef Cortasa.
Illmo. Señor deán y Cabildo de la santa iglesia catedral metropolitana de Granada. (Margen superior derecho: "№ 14").
Fol. 15. Oficio de José Cortasa al Cabildo. Talavera de la Reina, 14-
2-1796

En este caso se presentaron nada menos que diecinueve candidatos, que fueron:
1. Manuel Quijano, músico de la Catedral de León.
2. Nicolás Zabala, maestro de capilla del Salvador de Sevilla.
3. Francisco Javier Cabo, organista de la Catedral de Orihuela.
4. José Vico Catalán, músico de la Catedral de Orihuela.
5. José Aleyxandre, músico de la Catedral de Orihuela.
6. Dionisio Rodríguez Lloberas, maestro de capilla del Salvador de Granada.
7. Francisco Balius, maestro de capilla de la Catedral de Solsona.
8. Carlos Baguer, organista de la Catedral de Barcelona.
9. José Quiroga, racionero maestro de capilla de la Catedral de Orense.
10. Francisco Bemal, músico de la Catedral de Coria.
11. Antonio Elias, músico en Barcelona.
12. José Samaranch Ramoneda, maestro de capilla de la Colegiata de Lorca.
13. Melchor Juncá, racionero maestro de capilla de la Catedral de Tarragona.
14. José Cortasa Rivas, racionero maestro de capilla de la Colegiata de Talavera de la Reina.
15. José Cos García, primer tenor de la Catedral de Santiago de Compostela.
16. Vicente Fernández, maestro de capilla de la Colegiata de Alfaro.
17. Miguel Jurado, maestro de capilla de la parroquia de Nuestra Señora del Rosario de Cádiz.
18. Vicente Palacios, maestro de capilla de la Catedral de Albarracín.
19. Juan Ortega Beltrán, maestro de capilla de la Catedral de Baeza.

Las composiciones fueron recibidas por el Españoleto, maestro de capilla de la Catedral de Zaragoza, junto con el organista de la misma Catedral, Baltasar Juste. Ambos eligieron para el primer lugar al opositor número 18, que se correspondía con Vicente Palacios, ya que consideraban su música la más adecuada para el templo de Dios. Cortasa quedaría en tercer lugar, junto con Joncar y Zabala. Tras esta elección, las obras fueron enviadas a Pedro Aranaz, maestro de la Catedral de Cuenca, para que este también eligiera a su candidato favorito, que curiosamente también resultó ser Palacios.
El maestro debió fallecer poco después, con unos 27 años, en algún momento de 1796, tal como se documenta en los libros de fábrica.

## Obra
Solo se conservan seis composiciones de Cortasa, todos ellos villancicos. Entre ellas destaca Al son de la tonadilla, editada por Paulino Capdepón en 2012.